# Mohamed Boudiaf
Mohamed Boudiaf (M'Sila, 23 giugno 1919 – Annaba, 29 giugno 1992) è stato un politico algerino.

## Biografia
Dopo gli studi a Bou-Saada, entra nell'esercito francese fino al 1945 dopo aver ottenuto il grado di brigadiere.
A seguito dei massacri del maggio 1945 da parte del governo francese nell'est algerino dopo la fine della seconda guerra mondiale e del mancato riconoscimento dell'autonomia promessa dal governo provvisorio francese in esilio, aderisce al Partito del Popolo Algerino (PPA), poi, Movimento per il Trionfo delle Libertà Democratiche (MTLD) e mette in piedi l'Organizzazione Speciale (OS) nella provincia di Costantina.
Dopo l'attentato ad Orano del 1950 insieme a Ben Bella, è condannato in contumacia prima a otto anni di prigione, poi a dieci; membro fondatore del Comitato Rivoluzionario di Unità e Azione (CRUA) esercita un ruolo decisivo nella preparazione della lotta armata che inizia il primo novembre 1954, insieme a Rabah Bitat, Mostefa Ben Boulaïd, Didouche Mourad, Krim Belkacem e Larbi Ben M'hidi.

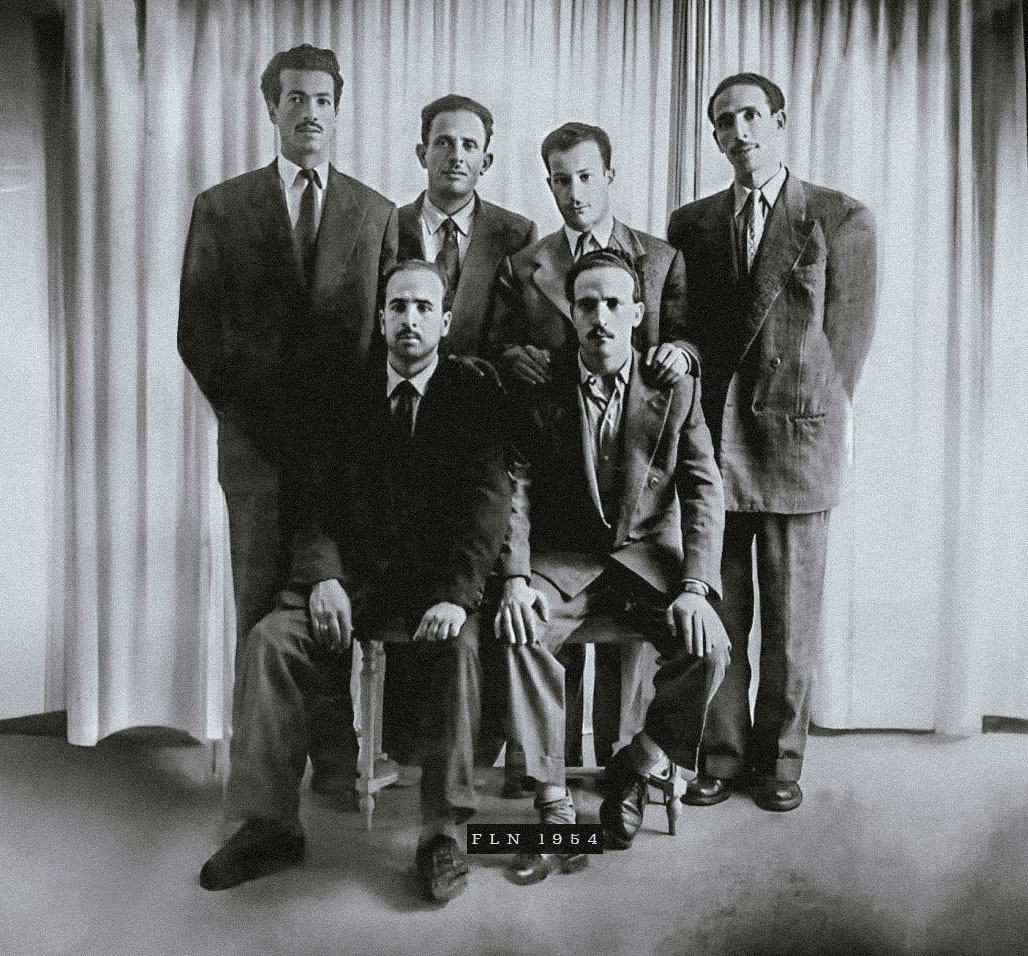
Sei capi del FLN subito prima del 1º novembre 1954. In piedi da sinistra: Rabah Bitat, Mostefa Ben Boulaïd, Didouche Mourad e Mohamed Boudiaf; seduti: Krim Belkacem a sinistra e Larbi Ben M'hidi a destra.

Viene eletto dal gruppo dei 22 come coordinatore nazionale, è tra i fondatori del partito Fronte di Liberazione Nazionale e gli viene assegnata la tessera numero Uno; arrestato il 22 ottobre 1956, trascorre il resto della rivoluzione in carcere.
Membro del Consiglio Nazionale della Rivoluzione Algerina (CNRA), è Ministro di Stato nel Governo Provvisorio della Repubblica Algerina (GPRA) dal 1958 al 1961; vice Presidente del Consiglio dal 1961.
Dopo l'indipendenza, entra in conflitto con il potere del Presidente Ben Bella, fonda il primo partito di opposizione, il Partito della Rivoluzione Socialista, nel 1962 e viene fatto arrestare il 21 giugno 1963; rilasciato cinque mesi più tardi si rifugia in Marocco dove dirige una fabbrica di mattoni.
Con il vuoto istituzionale del gennaio 1992 conseguente alle elezioni del parlamento, sospese al secondo turno, e alle dimissioni del presidente Chadli Bendjedid, sfiduciato dall'esercito che lo aveva eletto e sostenuto, e dal rifiuto della Magistratura di garantire il periodo di transizione, viene costituito l'Alto Comitato di Stato (HCE), di cui Mohamed Boudiaf è presidente; l'HCE è composto da cinque membri (Mohamed Boudiaf, Khaled Nezzar, Ali Haroun, Ali Kafi e Tidjani Hadam).
Il 29 giugno 1992 viene assassinato dal tenente Lambarek Boumaarafi, sua stessa guardia del corpo, mentre tiene un discorso alla Casa della Cultura di Annaba.